# Vĩnh Trại
Vĩnh Trại là phường cũ trung tâm của thành phố Lạng Sơn, tỉnh Lạng Sơn, Việt Nam.

## Địa lý
Phường Vĩnh Trại nằm ở trung tâm thành phố Lạng Sơn, có vị trí địa lý:
- Phía đông giáp huyện Cao Lộc
- Phía tây giáp phường Tam Thanh và phường Hoàng Văn Thụ
- Phía nam giáp phường Đông Kinh và phường Chi Lăng
- Phía bắc giáp huyện Cao Lộc và phường Hoàng Văn Thụ.

Phường Vĩnh Trại có diện tích 1,36 km², dân số năm 1999 là 12.222 người, mật độ dân số đạt 8.987 người/km².
Theo thống kê năm 2019, phường Vĩnh Trại có diện tích 1,36 km², dân số là 16.380 người, mật độ dân số đạt 12.044 người/km².

## Lịch sử
Phường Vĩnh Trại trong lịch sử, vốn là một xã thuộc tổng Trừ Trĩ, châu Thoát Lãng, phủ Tràng Định.
Ngày 1 tháng 7 năm 2025, Ủy ban Thường vụ Quốc hội ban hành Nghị quyết số 1672/NQ-UBTVQH15 về việc sắp xếp các đơn vị hành chính cấp xã của tỉnh Lạng Sơn năm 2025. Theo đó,Sắp xếp toàn bộ diện tích tự nhiên, quy mô dân số của phường Vĩnh Trại, phường Đông Kinh, xã Yên Trạch và xã Mai Pha thành phường mới có tên gọi là phường Đông Kinh.